# برتیل اوکلا
برتیل اوکلا (انگلیسی: Bertil Uggla; ۱۹ اوت ۱۸۹۰ – ۲۹ سپتامبر ۱۹۴۵) ورزشکار شمشیربازی اهل سوئد بود.
وی در مسابقات کشوری و بین‌المللی در مجموع برندهٔ ۱ مدال نقره، ۱ مدال برنز شده‌است.